# Compañía del Canal y del Ferrocarril de Carolina del Sur
La Compañía del Canal y del Ferrocarril de Carolina del Sur (nombre original en inglés: South Carolina Canal and Railroad Company) fue constituida en virtud de la ley de la Asamblea General de Carolina del Sur del 19 de diciembre de 1827, y permaneció en servicio hasta la década de 1980.
La compañía operó sus primeras 6 millas (9,7 km) de línea férrea al oeste de Charleston (Carolina del Sur), en 1830. A partir de 1833, el ferrocarril comenzó a prestar servicio regular en el trayecto de 136 millas (218,9 km) desde Charleston hasta Hamburg (Carolina del Sur). Algunas fuentes se referían al ferrocarril informalmente como el Ferrocarril de Charleston y Hamburg, una referencia a sus puntos finales, pero ese nunca fue su nombre oficial. En 1839, la Compañía del Ferrocarril de Louisville, Cincinnati y Charleston, que no había construido ninguna vía propia, obtuvo el control de las infraestructuras de la compañía del Canal, que continuó operando bajo su antiguo nombre. En 1844 se fusionó con la Compañía del Ferrocarril de Louisville, Cincinnati y Charleston. La unión de ambas pasó a llamarse Ferrocarril de Carolina del Sur (FCS) en virtud de un acto de la legislatura de Carolina del Sur con fecha del 19 de diciembre de 1843. 
El FCS tiene varias distinciones históricas, como ser uno de los primeros ferrocarriles en Norteamérica en ser legislado y construido. También fue el primer tren de pasajeros a vapor que prestó servicio regular en los Estados Unidos, conducido por su primera locomotora, la Best Friend of Charleston. 

## Historia
Con el advenimiento del cultivo del algodón a principios del siglo XIX, el área relativamente remota de Carolina del Sur disfrutó de una vasta expansión del valor de sus productos agrícolas. El transporte terrestre en carretas era lento y costoso, por lo que este producto se solía transportar a Augusta (Georgia), y luego bajaba por el río Savannah hasta el puerto de Savannah. La Compañía C&FCS fue constituida el 19 de diciembre de 1827 (modificada el 30 de enero de 1828) para dirigir este comercio a Charleston por medio de conexiones a las localidades de Columbia, Camden y Hamburg. A pesar de tratarse de una propuesta arriesgada por su novedad, el proyecto fue promocionado por sus promotores de Charleston con métodos agresivos, incluidas manifestaciones públicas que alentaron el apoyo al atrevido concepto de un ferrocarril impulsado por vapor. Bajo William Aiken como primer presidente, en 1830 se completaron seis millas (10 km) de línea ferroviaria en Charleston. La compañía arrendó a esclavos afroamericanos a los propietarios de las plantaciones cuando los trabajadores blancos libres se negaron a trabajar en los pantanos. La compañía finalmente compró 89 esclavos. El primer recorrido completo en las 136 millas (218,9 km) del trayecto se realizó en octubre de 1833. 
Elias Horry se había convertido en presidente de la compañía en 1831, siendo el responsable de construir lo que entonces era el ferrocarril más largo del mundo.
La línea fue un éxito comercial a pesar de la competencia de precios contra el tráfico fluvial y los proyectos ferroviarios posteriores en Georgia. Su costo inicial de 951.148 dólares se duplicó con las mejoras iniciales, a un precio todavía bastante económico. Esta sólida posición se vino abajo en el curso de una expansión demasiado ambiciosa en una zona de montaña, el denominado Ferrocarril de Louisville, Cincinnati y Charleston. Nunca alcanzó el río Ohio en Cincinnati como estaba previsto, aunque llegó a Columbia (Carolina del Sur) en 1840, Camden (Carolina del Sur) en 1848 y Atlanta (Georgia) en 1853. El C&FCS resistió con éxito el pánico de 1837 y el saldo de la deuda del interrumpido Ferrocarril de Louisville, pero no sin un progresivo declive que continuó durante la década siguiente. Los legisladores de Carolina del Sur fusionaron las dos compañías en 1844.

## Ingeniería temprana

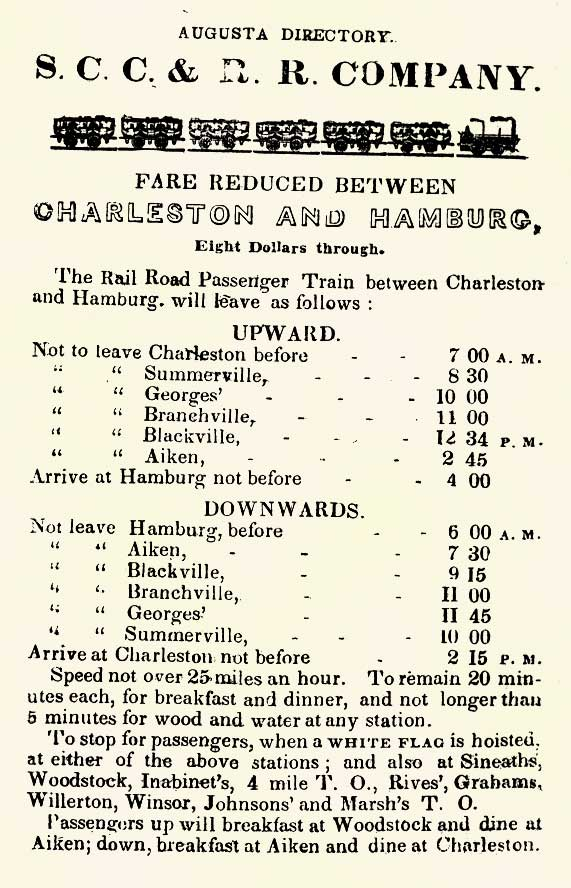
Horario de 1841 del C&FCS

El C&FCS tuvo la suerte de contar con Horatio Allen de ingeniero jefe, quien ya había recorrido los ferrocarriles ingleses y condujo la locomotora Stourbridge Lion en su primera y única prueba en los Estados Unidos. Allen argumentó con éxito ante los directores de C&FCS que se debía adoptar inmediatamente la locomoción a vapor, afirmando que la fuerza de los caballos era conocida y nunca aumentaría, mientras que la potencia futura de las locomotoras estaba más allá de lo que podía imaginarse. La primera locomotora fue la Best Friend of Charleston de 1830, y ya en 1834 la línea había comprado un total de 15 locomotoras y había programado un recorrido diario en cada sentido. 
La vía consistía en una pletina plana de hierro sujeta a listones continuos de madera. Gran parte del trazado atravesó fácilmente los monótonos pinares de Carolina del Sur. Pero en otros lugares, la plataforma tuvo que elevarse, con frecuencia durante largas distancias, sobre pilotes de madera. Una rampa con un desnivel de 180 pies (54,9 m) y más de 3800 pies (1158,2 m) de longitud hacia Horse Creek Valley requería utilizar un plano inclinado, equipado con un cabrestante a vapor reemplazado más tarde por una locomotora utilizada como contrapeso. Las demoras en este arcaico cuello de botella propiciaron la creación de la ciudad ferroviaria de Aiken (Carolina del Sur), habilitada como lugar de escala. 
La línea se construyó con 16 desvíos regularmente espaciados, cada uno con una bomba de agua y un cobertizo de madera. En cada desvío se instaló una estación de mantenimiento, responsable de unas ocho millas (13 km) de vía. El supervisor de la estación inspeccionaba la mitad de esa vía todos los días y realizaba reparaciones menores (como hacer barras de hierro, golpear puntas de clavos sobresalientes, biselar las pestañas de las ruedas, alisar los rieles o compactar la tierra alrededor de las pilas). También era responsable de mantener suministros adecuados de agua y de madera en la estación, y de llamar al ingeniero superintendente en caso de detectarse problemas no rutinarios. 
Los pilotes de madera habían permitido que el Ferrocarril del Canal construyera su línea de manera rápida y económica, especialmente en comparación con las líneas del norte, como el Ferrocarril de Baltimore y Ohio, que tendían a sobredimensionar sus infraestructuras. Sin embargo, hacia 1834 comenzaron a pudrirse los pilotes en su contacto con el terreno, y fueron reemplazados por terraplenes construidos arrojando tierra desde la vía (encerrando y preservando algunas de las estructuras de madera de pino de hoja larga hasta el día de hoy). A partir de 1836, los rieles planos de chapa fueron reemplazados por rieles en "T". 
La podredumbre de la madera se convirtió en uno de los primeros problemas de mantenimiento. En 1841 se descubrió que un tratamiento de superficie llamado Kyanizing era útil, pero el componente responsable de la conservación de la madera utilizaba un compuesto de mercurio muy tóxico. Poco después se adoptó el tratamiento denominado Earlizing, más barato (y menos tóxico), a base de sulfatos de cobre y hierro.
Cuando las nuevas rutas cada vez más largas hicieron necesario viajar de noche, se incrementó el riesgo de colisión entre trenes. La Compañía del Canal y del Ferrocarril de Carolina del Sur experimentó con un fuego de leña de pino en un vagón cubierto de arena para proporcionar una luz de aviso, mucho antes de que se inventaran las lámparas de queroseno.
Las locomotoras, toscamente diseñadas y todavía algo muy nuevo, representaban un gasto considerable, ya que generalmente la mitad de la gran flota permanecía en los talleres debido a reparaciones, modificaciones o roturas. Estas primeras máquinas sufrieron de la debilidad de sus ruedas motrices, de sus ejes y del engranaje de las válvulas. La distribución desigual del peso por eje era un problema grave, dada la cuestionable solidez de las vías. Además, algunos mecanismos internos no eran fácilmente accesibles para su mantenimiento. Las primeras locomotoras de ocho ruedas compartieron estos problemas, junto con bastidores demasiado débiles, pero por lo demás, fueron apreciadas por su mayor potencia y su menor desgaste de las vías. Con instalaciones limitadas en un entorno de economía agrícola, todas estas deficiencias se tradujeron en largas interrupciones del servicio. Hasta 1834, se habían comprado locomotoras a seis proveedores diferentes. 
La línea original generalmente era paralela a la Ruta 78 de los EE. UU., y permaneció en servicio hasta la década de 1980. Las zonas bajas de muchas ciudades ferroviarias como Warrenton, Williston y Blackville todavía están marcadas por las explanadas del ferrocarril, frecuentemente con plataformas elevadas.

## Ramales
Columbia
De acuerdo con la autorización original, se construyeron unas 66,3 millas (106,7 km) de línea desde Branchville hasta Columbia en 1840. El ramal se inauguró en 1842.

## Fusión
En 1844, la Compañía del Ferrocarril de Louisville, Cincinnati y Charleston y la Compañía del Canal y del Ferrocarril de Carolina del Sur se fusionaron en virtud de un acto de la Asamblea General de Carolina del Sur del 19 de diciembre de 1843, adoptando el nombre de Compañía del Ferrocarril de Carolina del Sur.

## Monumento histórico nacional en Charleston

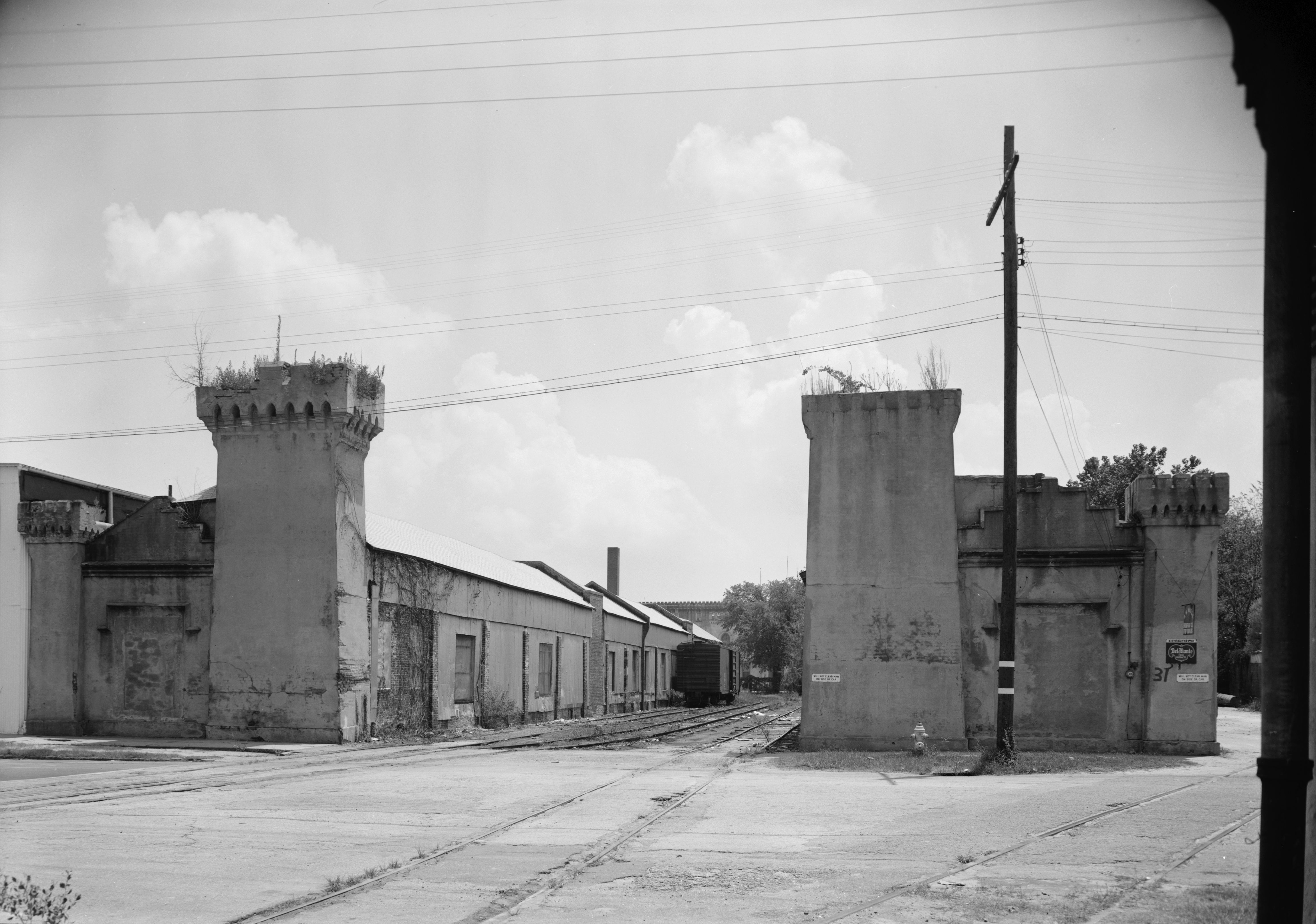
Cocheras de Camden (foto de 1969 HABS)

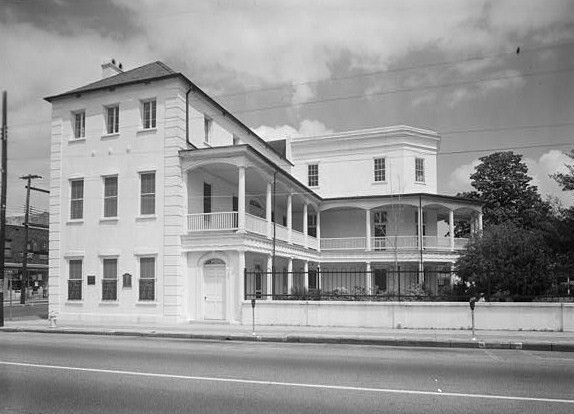
Casa de William Aiken (foto de HABS)

La Casa de William Aiken y las Estructuras Ferroviarias Asociadas es un distrito histórico de Charleston, Carolina del Sur, que contiene estructuras de la Compañía del Canal y del Ferrocarril de Carolina del Sur y el hogar del fundador de la compañía, William Aiken. Estas estructuras se consideran "significativas a nivel nacional" en relación con la historia del desarrollo de la industria ferroviaria en los Estados Unidos. El Departamento de Archivos e Historia de Carolina del Sur declara que las estructuras en este distrito "representan la mejor colección existente de estructuras ferroviarias anteriores a la guerra civil que ilustran el desarrollo de una antigua instalación terminal de ferrocarril". La compañía ferroviaria con la que están asociadas fue la primera en usar trenes de vapor desde el comienzo de sus operaciones, la primera en usar una locomotora de fabricación estadounidense y en transportar correo de los Estados Unidos. Cuando comenzó a funcionar en 1833, tenía la mayor longitud de vía en el mundo bajo la misma administración. 
El distrito fue declarado Monumento Histórico Nacional en 1963. Entre las estructuras que constituyen el distrito, se incluyen: 
- Casa de William Aiken, construida en 1807. Se agregó un ala octogonal en 1831, pero se dañó en el terremoto de 1886, y cierta carpintería se eliminó en 1931. El ala de los sirvientes se mantiene en su estado original.
- Una cochera en la parte trasera de los jardines en la propiedad de William Aiken House
- Cocheras de Camden, un depósito ferroviario
- Depósito Deans, construido en 1856
- Almacén del Ferrocarril de Carolina del Sur
- Depósito de pasajeros de la torre
- Coche del Tranvía y tiendas de carpintería
- Derecho de paso de la vía del ferrocarril
- Réplica de la locomotora "Best Friend of Charleston", reproduciendo la primera locomotora de vapor de fabricación estadounidense